# トヨタ・マジェスティ
マジェスティ（MAJESTY）は、トヨタ自動車が製造・販売しているミニバンである。

## 概要
2019年2月から新興国向けに販売を開始したハイエース（H300系）をベースにしたハイグレードワゴンで、オセアニアと台湾では「グランビア」、日本ではグランエースとして販売されている。生産はトヨタ車体のいなべ工場で行われる。パワーユニットは、総排気量2755cc、163ps／420Nmをマークする直4DOHCディーゼルターボを搭載。また、タイ政府が推奨している20%のバイオディーゼル燃料を混合した燃料のB20に対応している。このエンジンに組み合わされるトランスミッションはシーケンシャルシフト付き6ATが設定されている。ボディカラーは、ホワイトパールとブラックマイカの2色を用意。ラグジュアリーなデザインのクロムフロントグリルや、LEDヘッドライトとLEDテールライト、フォグランプを装備している。インテリアは、本革シートになっているなど装備の充実が図られている。シートは、4列3-2-2-4の構成で、乗車定員は11名のみの設定。2列目シートにはマッサージ機能付きキャプテンシートを採用している。

## 年表
2019年8月16日、バンコク・インターナショナル・グランド・モーター・セールにて世界初公開し発売された。